# Campo de Deportes Larraina
El Campo de Deportes Larraina, también conocido como Club Larraina, es un club deportivo y de ocio con sede en Pamplona (Navarra) España. Aunque históricamente ha sido un club exclusivo para socios masculinos, desde 2012 el club permite el acceso a mujeres y en 2015 se convierte en club mixto admitiendo socios y socias como miembros.
En la actualidad, el Campo de Deportes Larraina ofrece diferentes actividades deportivas y de ocio para toda la familia. Entre sus secciones deportivas se encuentran la natación, el waterpolo, la esgrima y la gimnasia rítmica adapta con el proyecto Otra Mirada.
Completa su oferta deportiva para socios, socias y usuarios deportivos con ciclo indoor, aikido, yoga, pilates, pádel, gimnasia de mantenimiento y entrenamiento personal con monitores. El club también organiza actividades culturales y recreativas durante el curso escolar y en la temporada de verano para sus socios de todas las edades.
Sus instalaciones, ubicadas en la Cuesta de La Reina, 2 de Pamplona, incluyen un edificio social con bar-restaurante, terraza y zona Chill-out, una piscina, una pista polideportiva, tres frontones, una pista de pádel, una pista de squash, un tatami, una sala de ciclo indoor y otra multiusos, un spa con jacuzzi, jardines con zona barbacoa y un gimnasio completamente renovado con la maquinaria de Matrix Fitness.

## Historia
El Campo de Deportes Larraina nació en 1931 de la idea de Nicanor Mendiluce, primer presidente del club, que se inspiró en los exclusivos clubes masculinos ingleses para crear la primera piscina de Pamplona. 
El club se inauguró el 14 de junio de 1933 en la Cuesta de La Reina, ubicación actual del club en Pamplona. Popularmente, el club era conocido como la piscina. En sus casi 90 años de vida, el club se ha ido expandiendo dentro de los límites de su ubicación, cerca de los Jardines de la Taconera, para ofrecer a sus socios actividades deportivas y de ocio en respuesta a las tendencias y demandas de cada generación.
Con este afán de modernización y responder a las necesidades de la sociedad pamplonesa actual, el Campo de Deportes Larraina abre sus puertas a las mujeres en 2012 para admitirlas como socias de pleno derecho en 2015. El club se vuelve de esta manera mixto y acondiciona sus instalaciones y propuestas deportivas a la demanda familiar de esta renovación generacional, un valor profundamente presente entre los socios del Campo de Deportes Larraina.
Además, este objetivo aperturista hace que el club obtenga en 2020 la declaración de Asociación de Utilidad Pública por parte del Gobierno de España. Esta declaración se entrega al Campo de Deportes Larraina por la contribución al interés general del club a través de sus secciones deportivas, la organización de competiciones que cuentan con la participación de deportistas locales, nacionales e internacionales y la programación de eventos sociales y culturales para disfrute de la sociedad en general.
El Campo de Deportes forma parte de los 11 clubes miembros de AEDONA, la Asociación de Entidades Deportivas y de Ocio de Navarra, y colabora con entidades locales como ANA (Asociación Navarra del Autismo), la Asociación navarra de Síndrome de Down, Foro Europeo Escuela de Negocios, entre otros.

## Secciones deportivas de C.D. Larraina
El Campo de Deportes Larraina cuenta con cuatro secciones deportivas que compiten en sus respectivas campeonatos nacionales y ligas por clubes. Las secciones deportivas del Campo de Deportes Larraina son Waterpolo, Esgrima, Pala y Gimnasia rítmica adaptada.  

### Sección Waterpolo
La sección de waterpolo se crea en 1969, pero su primer partido oficial fue en 1970. En 1980 se consigue el ascenso a 2ª División nacional y en 1987 el ascenso a División de Honor Nacional. La sección de waterpolo en el club Larraina desaparece en 2006 y en otra piscina con la mayoría de sus jugadores se crea el club Waterpolo Navarra. 
En 2008 vuelve al Campo de Deportes Larraina la escuela de waterpolo y se crean diferentes grupos en categoría infantil y cadete que comienzan a participar en la Liga Euskal Herria. De la mano de Iñaki Zabalza y Asier Esteban, la escuela empieza a coger forma y aumenta el número de jugadores de una forma considerable.
A día de hoy, el club entrena a chicos y chicas en las categorías benjamín, alevín, infantil, cadete, juvenil y sénior, tanto en equipo mixtos para los más jóvenes, como en equipos masculinos y femeninos. Los equipos sénior participan en la Liga Euskal Herria de Waterpolo y en 2020 se ha creado un segundo equipo sénior masculino que compite en Segunda División. 

### Sección Esgrima
La sección de Esgrima del Campo de Deportes Larraina está dirigida por el maestro Richard Vicuña y el entrenador Arturo Berrio. En la actualidad, el club trabaja en exclusividad la modalidad de florete, mediante un sistema con el que ha conseguido convertirse en uno de los grandes clubes del norte de España. La sección participa en la Liga Nacional de Clubes con equipos tanto masculino como femenino.
La sección de Esgrima nace en los años 2000 junto con la creación de la Federación navarra de Esgrima que reúne a los mejores tiradores de Navarra para participar en diferentes campeonatos de florete tanto a nivel nacional como internacional.
La sección se divide en tres niveles: Iniciación (de 6 a 12 años), Perfeccionamiento (a partir de los 12 años) y Equipo Nacional.

### Sección Pala
La pelota fue la primera actividad deportiva que se practicó en Larraina. En junio de 1933, con motivo de la inauguración del club, el frontón grande, que con el tiempo sería conocido como el de los “ases”, acogió el choque de parejas entre Balda y Andonegui contra Sanz e Irurita. Era el primero de una larga lista de partidos que continuo hasta nuestros días.
La escuela de pelota comenzó su andadura allá por el año 1986 de la mano de personas como Enrique Echavarren, Ignacio Mena y Martín Ibarra, provenientes en un principio del C.D. Oberena. En 2014, los gemelos Raúl e Ignacio San Miguel toman las riendas de la escuela que va aumentando en participantes hasta llegar en la temporada 2018-2019 a los 60 palistas. En estos años el equipo de pala cuero asciende a Primera División, donde se tiene que asentar para más adelante tener posibilidades de dar el salto a División de Honor.
En 2021, la sección de Pala de logra ascender a Primera División en la final del Campeonato de España de Clubes 2º División, en modalidad Herramienta, gracias a la joven cantera formada por promesas de la pelota navarra. 
El equipo se compone de:
- Juan Fernández de Arcaya (17 años)
- Jaime Leache (17 años)
- Sergio Garrido (16 años)
- Miguel Molina (22 años)
- Miguel Iribarren (14 años)
- Iker González (20 años)
- Unai Iribarren (17 años)
- Íñigo Eslava (18 años)
- Gonzalo Pérez Galbete (17 años)

### Sección Gimnasia rítmica adapta Otra Mirada
El Campo de Deportes Larraina incorpora entre sus secciones deportivas el proyecto Otra Mirada, apostando por el deporte adaptado, creando así su sección de Gimnasia rítmica adaptada.
El proyecto nace en 2019 de la mano de Sandra Pérez, entrenadora de gimnasia rítmica, cuyo objetivo es crear un equipo de gimnasia rítmica adaptada para chicos y chicas con discapacidades intelectuales. La idea nace tras hablar con personas con discapacidad y conocer su potencial para generar arte, belleza y expresión, como sucede con la gimnasia rítmica. Todas las disciplinas deportivas son susceptibles de integrar a todas las personas sin distinción ya que el deporte es un espacio que fomenta la igualdad y el respeto.  
En 2019, el equipo Otra Mirada fue premiado con el Galardón Valores del Deporte 2019 del Gobierno de Navarra y tuvo la oportunidad de realizar una exhibición en el campeonato de España de gimnasia rítmica en el Navarra Arena.
2020 marca un hito histórico para el equipo Otra Mirada y la gimnasia rítmica adaptada navarra con la participación de la gimnasta Nerea Díaz al Campeonato de España de gimnasia rítmica adaptada de la FEDDI. Díaz es la primera navarra en participar en este campeonato y su actuación le valió el quinto puesto en la competición.
En 2021, Nerea Díaz vuelve a participar en el campeonato y logra un segundo hito histórico: es la primera navarra en ganar el campeonato en la modalidad individual absoluto con pelota. Junta a ella, la gimnasta Andrea de Jesús logra la plata en la modalidad habilidades deportivas manos libres.